# Diaxanthia lucinia
Diaxanthia lucinia är en fjärilsart som beskrevs av Druce 1884. Diaxanthia lucinia ingår i släktet Diaxanthia och familjen björnspinnare. Inga underarter finns listade i Catalogue of Life.